# Stefan Lier
Stefan Lier (Duisburgo, 1 de septiembre de 1981) es un deportista alemán que compitió en remo como timonel. Ganó dos medallas en el Campeonato Mundial de Remo, en los años 2002 y 2003.

## Palmarés internacional
| Campeonato Mundial | Campeonato Mundial | Campeonato Mundial | Campeonato Mundial |
| Año                | Lugar              | Medalla            | Prueba             |
| ------------------ | ------------------ | ------------------ | ------------------ |
| 2002               | Sevilla (España)   | Medalla de plata   | Cuatro con timonel |
| 2003               | Milán (Italia)     | Medalla de bronce  | Cuatro con timonel |